# 澳大利亚驻沈阳总领事馆
澳大利亚联邦驻沈阳总领事馆（英语：Consulate-General of Commonwealth of Australia in Shenyang）是澳大利亚在中华人民共和国沈阳市的代表机构。已于2024年12月6日关闭。

## 历任馆长
- 陈一白（Broughton Roberson）[2]：2019年-2022年，总领事
- 陈筱宁（EU-Niz Chan）[3]：2022年-2023年，代总领事
- 美迪娜（Medina Hajdarevic）[4]：2023年-2024年，代总领事